# Tomojuki Sakai
Tomojuki Sakai (japonsko 酒井 友之), japonski nogometaš, * 29. junij 1979.
Za japonsko reprezentanco je odigral eno uradno tekmo.